# Ленапе (сорт картоплі)
Ленапе (B5141-6) (англ. Lenape) — сорт картоплі, названий на честь плем'я Ленапе корінного народу США.

## Виведення сорту
Сорт Ленапе було виведено співробітниками Університету штату Пенсільванія під керівництвом Вілфорда Мілса (англ. Wilford Mills) у співпраці з Wise Potato Chip Company. Селекціонери ставили за мету збільшення відносної густини (відсотків сухих речовин) та низький вміст цукру, що зробило цей сорт ідеальним для виготовлення чіпсів. Також картопля Ленапе стійка до A-вірусу та звичайної фітофторної інфекції.
У 1967 році цей сорт було представлено публічно. Але у 1970 році Ленапе було прибрано з ринку через великий вміст глюкоалкалоїдів.
Аграрії почали вирощувати новий сорт картоплі після його появи на ринку. Фермер з Онтаріо скуштував вирощений картофель та швидко відчув нудоту. Коли те саме сталось наступного разу, він відправив зразок до лабораторії. Доктор Амброз Зітнак (англ. Ambrose Zitnak) з Гвельфського університету визначив, що клубні сорту Ленапе містять надзвичайно високій рівень глюкоалкалоїдів (з дебільшого соланін та хаконін). Ці природні токсини допомагають захистити рослину від шкідників та хвороб.
Сорт було вилучено з ринку у 1970 р. Вчені радять перевіряти майбутні нові сорти на вміст глюкоалкалоїдів перед розповсюдженням.

## Використання
Сорт Ленапе продовжували використовувати в селекції для отримання нешкідливих сортів. Ленапе є батьком для багатьох чіпсових сортів таких як Atlantic, Trent, Belchip та Snowden. Дослідження 1998 року визначило, что сорт Ленапе мав найбільшу частку сухих речовин серед чіпсових сортів в США, що призвело до збільшення вмісту сухих речовин у нових сортах.